# Grian Chatten
Grian Alexander Chatten (nascido em 19 de julho de 1995) é um músico irlandês, mais conhecido como vocalista e compositor da banda de pós-punk Fontaines D.C.

## Início da vida
Grian Chatten nasceu em Barrow-in-Furness, Inglaterra, em 19 de julho de 1995, filho de mãe inglesa e pai irlandês. A família se mudou para a Irlanda quando Chatten tinha um mês de idade e viveu um "estilo de vida nômade" antes de se estabelecer em Skerries, County Dublin, quando ele tinha doze anos. Chatten mudou-se para a região de The Liberties em Dublin e frequentou o British and Irish Modern Music Institute, onde conheceu os guitarristas Conor Curley e Carlos O'Connell, o baixista Conor Deegan e o baterista Tom Coll. Além da paixão pela música, o grupo tinha um interesse compartilhado em poesia e publicou três panfletos. Depois de se formarem, criaram a banda Fontaines DC em 2017.

## Carreira
Em 2019, Fontaines D.C. lançou seu álbum de estreia Dogrel pela Partisan Records. O álbum recebeu ampla aclamação da crítica, catapultando a banda para um público internacional. Chatten atraiu comparações com os vocalistas de pós-punk Ian Curtis e Mark E. Smith tanto por sua intensidade quanto por suas letras. A banda rapidamente deu continuidade com A Hero's Death de 2020, outro sucesso entre os críticos, com as "letras repletas de poesia" de Chatten novamente recebendo elogios. Sendo o terceiro álbum em quatro anos, Skinty Fia (2022) foi o primeiro da banda a não receber uma indicação ao Mercury Prize, embora novamente tenha sido bem recebido pela crítica.
Chatten lançou sua carreira solo com o lançamento de seu single "The Score" em 25 de abril de 2023. Em 4 de maio de 2023, ele lançou seu segundo single "Fairlies". Em 30 de junho de 2023, Chatten lançou seu álbum solo Chaos for the Fly pela Partisan Records.O jornal The Irish Times o chamou de "uma bola curva que vale a pena apanhar" e deu quatro estrelas de cinco. O Standard declarou-o "curto, mas doce, sombrio, mas bonito" e concedeu-lhe quatro estrelas.
Chatten recebeu novamente elogios, tanto por seus vocais quanto por suas letras, no quarto álbum de estúdio da Fontaines D.C., Romance, lançado em agosto de 2024. The Line of Best Fit declarou: "A voz de Chatten encontra novas facetas. Caindo em sussurros dramáticos, floreios ofegantes, fluidez do hip-hop e agudos confiantes – a rigorosa vida em turnê está dandos retorno positivo às suas habilidades".

## Discografia

### Fontaines DC
- Dogrel (2019)
- A Hero's Death (2020)
- Skinty Fia (2022)
- Romance (2024)

### Solo

#### Álbuns
| Título            | Detalhes |
| ----------------- | --- |
| Chaos for the Fly | - Lançamento: 30 de junho de 2023 - Gravadora: Partisan Records - Formato: Download digital, streaming, CD, LP |

#### Singles
| Título                         | Ano  | Álbum             |
| ------------------------------ | ---- | ----------------- |
| "The Score"                    | 2023 | Chaos For the Fly |
| "Fairlies"                     | 2023 | Chaos For the Fly |
| "Last Time Every Time Forever" | 2023 | Chaos For the Fly |
| "All of the People"            | 2023 | Chaos For the Fly |

### Outras aparições
| Ano  | Canção               | Artista     | Álbum                | Notas         |
| ---- | -------------------- | ----------- | -------------------- | ------------- |
| 2022 | "I Saw Light"        | Kae Tempest | This Line Is A Curve |               |
| 2022 | "Full Way Round"     | Leftfield   | This Is What We Do   |               |
| 2023 | "Better Way to Live" | Kneecap     | Fine Art             |               |
| 2024 | "Angel of My Dreams" | Jade        | That's Showbiz Baby  | somente vídeo |
| 2024 | "Stranger"           | Hinds       | Viva Hinds           |               |